# Gunzelin van Meißen
Gunzelin van Meißen (circa 965 – na 1017) was van 1002 tot 1009 markgraaf van Meißen.

## Levensloop
Gunzelin was de tweede zoon van markgraaf Gunther van Meißen. Het is niet met honderd procent vast te stellen wie zijn moeder was, maar volgens kroniekschrijver Thietmar van Merseburg was dat Dubravka van Bohemen, dochter van hertog Boleslav I van Bohemen en de latere echtgenote van hertog Mieszko I van Polen. Indien dit klopt was Gunzelin de halfbroer van Bolesław I, de eerste koning van Polen. 
Na de dood van zijn vader in 982 werd zijn oudere broer Ekhard I markgraaf van Meißen, terwijl Gunzelin de macht verwierf over verschillende allodia in de omgeving van het kasteel van Kuckenburg nabij Querfurt. In 1002 werd Ekhard vermoord en werd Meißen ingenomen door Bolesław I van Polen. Keizer Hendrik II de Heilige dwong hem om het markgraafschap te verlaten en wees hem in plaats daarvan de Lausitz met de omringende landerijen van de West-Slavische Milcenistam toe. Gevolg was wel dat de Lausitz afgescheiden werd van Meißen, dat op Bolesławs vraag werd toegewezen aan Gunzelin. 
In de herfst van 1004 nam Gunzelin deel aan het succesvolle, door Hendrik II geleide, Beleg van Bautzen, dat sinds 1002 werd bezet door de Polen. Volgens Thietmar van Merseburg werd het kasteel van de stad met de grond gelijkgemaakt, omdat Gunzelin erop aan drong dat de Polen vrij mochten vertrekken en het kasteel mochten behouden. De terugtrekkende Poolse troepen verwoestten evenwel delen van het markgraafschap Meißen. Nadien resideerde Gunzelin in Budusin.
Gunzelin vocht eveneens een vete uit met zijn neven Herman I en Ekhard II, een van de gruwelijkste Duitse burgeroorlogen van de 11e eeuw. Zo zou Gunzelin gevangengenomen Wenden als slaven verkocht hebben aan Joden. Het verhandelen van Slavische volkeren als slaven was in die tijd een veelvoorkomende praktijk in het noordoosten van Duitsland. Soms werden zelfs Duitsers tot slaaf gemaakt. Meestal waren het krijgsgevangenen die in de slavernij belandden. De kerk verzette zich echter hevig tegen de slavenhandel.
Gunzelin onderhield vriendschappelijke relaties met koning Bolesław I van Polen. Keizer Hendrik II de Heilige verdacht hen ervan een alliantie tegen hem te hebben gesloten en zette Gunzelin in 1009 af als markgraaf van Meißen. De markgraaf reisde af naar de Rijksdag van Merseburg, waar hij op 5 juni werd gearresteerd en werd overgedragen aan de bewaring van bisschop Arnulf van Halberstadt. Meißen werd overgedragen aan zijn neef Herman I, terwijl Gunzelin acht jaar lang werd opgesloten in het boerderijdorp Ströbeck, nabij de Abdij van Drübeck in de Saksische Harzgau. Volgens de legende spendeerde hij zijn gevangenschap aan het spelen van schaak en leerde hij het ook aan zijn bewakers. Andere bronnen zeggen dan weer dat Gunzelin werd gevangengehouden in Bamberg. Hoe dan ook kreeg hij in 1017 zijn vrijheid terug. Gunzelin stierf vermoedelijk kort daarna.
- Gemeinsame Normdatei: 137532121
- Virtual International Authority File: 81710701